# REG3G
REG3G (англ. Regenerating family member 3 gamma) – білок, який кодується однойменним геном, розташованим у людей на короткому плечі 2-ї хромосоми.  Довжина поліпептидного ланцюга білка становить 175 амінокислот, а молекулярна маса — 19 330.
| 10         |  | 20         |  | 30         |  | 40         |  | 50         |
| ---------- |  | ---------- |  | ---------- |  | ---------- |  | ---------- |
| MLPPMALPSV |  | SWMLLSCLIL |  | LCQVQGEETQ |  | KELPSPRISC |  | PKGSKAYGSP |
| CYALFLSPKS |  | WMDADLACQK |  | RPSGKLVSVL |  | SGAEGSFVSS |  | LVRSISNSYS |
| YIWIGLHDPT |  | QGSEPDGDGW |  | EWSSTDVMNY |  | FAWEKNPSTI |  | LNPGHCGSLS |
| RSTGFLKWKD |  | YNCDAKLPYV |  | CKFKD      |  |            |  |            |

A: Аланін

C: Цистеїн

D: Аспарагінова кислота

E: Глутамінова кислота

F: Фенілаланін

G: Гліцин

H: Гістидин

I: Ізолейцин

K: Лізин

L: Лейцин

M: Метіонін

N: Аспарагін

P: Пролін

Q: Глутамін

R: Аргінін

S: Серин

T: Треонін

V: Валін

W: Триптофан

Кодований геном білок за функцією належить до антимікробних білків. 
Задіяний у таких біологічних процесах як запальна відповідь, гостра фаза запалення, альтернативний сплайсинг. 
Білок має сайт для зв'язування з лектинами. 
Локалізований у цитоплазмі.
Також секретований назовні.